# En corps
En corps je francouzsko-belgický hraný film z roku 2022, který režíroval Cédric Klapisch. Snímek měl premiéru v Paříži 31. ledna 2022.

## Děj
Élise je talentovaná 26letá baletka. Po vážném zranění kotníku během představení se dozví, že už možná nikdy nebude moci provozovat balet. Po velkém šoku se snaží znovu budovat novou kariéru. Uspořádá několik představení v Paříži a Bretani, zejména se členy souboru současného tance pod vedením choreografa Hofeshe Shechtera.

## Obsazení
| Marion Barbeau             | Élise                                  |
| Hofesh Shechter            | sám sebe                               |
| Denis Podalydès            | Henri, otec Élise                      |
| Muriel Robin               | Josiane, správcová ubytovny pro umělce |
| Pio Marmaï                 | Loïc                                   |
| François Civil             | Yann, fyzioterapeut Élise              |
| Souheila Yacoub            | Sabrina                                |
| Mehdi Baki                 | sám sebe                               |
| Robinson Cassarino         | sám sebe                               |
| Damien Chapelle            | Julien                                 |
| Marion Gautier de Charnacé | Adèle                                  |
| Marilou Aussilloux         | Aria, sestra Élise                     |
| Mathilde Warnier           | Mélodie, sestra Élise                  |
| Alain Guillo               | Alban de Vouvray                       |
| Olivier Broche             | Amaury                                 |
| Louis Lancien              | pianista                               |
| Zinedine Soualem           | úředník                                |
| Kevin Garnichat            | Jean-Baptiste                          |
| Germain Louvet             | Jean-Philippe                          |
| Stéphane Debac             | módní fotograf                         |
| Jade Phan-Gia              | doktor Tran                            |
| Léo Walk                   | tanečník                               |
| Muriel Zusperreguy         | matka Élise                            |
| Cédric Klapisch            | baletní režisér                        |

## Ocenění
- César: nominace v kategoriích nejlepší film, nejlepší režie (Cédric Klapisch), nejlepší původní scénář (Cédric Klapisch a Santiago Amigorena), nejlepší herec ve vedlejší roli (François Civil), nejlepší herec ve vedlejší roli (Pio Marmaï), nejslibnější herečka (Marion Barbeau), nejlepší kamera (Alexis Kavyrchine), nejlepší střih (Anne-Sophie Bion), nejlepší zvuk (Cyril Moisson, Nicolas Moreau et Cyril Holtz), César des lycéens